# Nageki no kenkō yūryōji
Nageki no kenkō yūryōji (嘆きの健康優良児? lett. "Addolorata ragazza fisicamente perfetta" oppure "I lamenti di un'altrimenti sana ragazza") è un manga pornografico in 5 volumi ideato da Wanyan Aguda e pubblicato a partire dal 1988. Ne è stato tratto un adattamento OAV hentai di tipo yuri in tre episodi e prodotto da Anime International Company e Pink Pineapple nel 1994.
La serie s'incentra su una ragazza diciassettenne di nome Hiroe che soffre di anorgasmia, ha difficoltà cioè a raggiungere l'orgasmo. Nella versione originale giapponese Hiroe viene assistita nelle sue pratiche sessuali da sua sorella Mayaka e dalla madre Yayoi. Per adattarsi alla sensibilità di un pubblico occidentale e nel tentativo di non far passare come incestuosa la relazione tra le tre, i traduttori della versione statunitense hanno deciso di spiegare con una nota che le due donne sono solo una vicina di casa e la domestica, a cui la ragazza si rivolge affettuosamente con gli appellativi "sorella" e "mamma".

## Personaggi principali
Hiroe Ogawa (小川広恵)
La protagonista della serie, una studentessa di 17 anni con un terribile problema: nonostante tutti i suoi sforzi non riesce ad avere un orgasmo; neanche con l'aiuto del fidanzato ce la fa, e finisce per ricorrere via via all'ipnosi, alla masturbazione e al sesso lesbico. A causa dei suoi capelli blu, può essere scambiata per Ami Mizuno (Sailor Moon).
Mayaka (真弥華)
La "sorella maggiore" di Hiroe, cerca di aiutarla a risolvere il suo problema portandola di volta in volta a conoscere strani personaggi. Proverà anche ad ipnotizzarla per aiutar Hiroe a raggiungere l'orgasmo semplicemente toccandola.
Yayoi (弥生)
La "madre" (o padrona di casa) di Hiroe e Mayaka; cerca di aiutar la ragazza mettendo a sua disposizione tutta l'esperienza sadomaschista e gli oggetti di cui dispone: dildo, vibratori, frusta e catene (ha un armadio stracolmo di "giocattoli sessuali")
Sumio (純雄)
Il fidanzato di Hiroe (e suo primo ragazzo), frequenta la stessa scuola superiore e non è a conoscenza del suo grave assillo; durante i loro frequenti rapporti sessuali, Hiroe è costretta a fingere l'orgasmo, cosa questa che la rende alquanto infelice e scontenta.
Takami Oide (大出貴美)
Una compagna di classe di Hiromi e una lesbica dichiarata; ha una cotta per Mayaka. Rifugge i maschi come la peste (misandria).

### Personaggi minori
Il professore
Ricercatore di laboratorio, sta mettendo a punto l'ultimo modello di una cosiddetta "macchina del sesso" (suo lavoro più recente) e finisce per utilizzare Hiroe come cavia. Ma con suo grande sgomento la ragazza non riesce a giungere al tanto agognato orgasmo neppure con l'aiuto della macchina, ed il laboratorio esplode lasciando il professore gravemente ferito.
Mia Chigusa (千草魅亜)
L'esorcista futanari, cerca d'affrontar il demone intrappolato all'interno del corpo di Hiroe utilizzando un vibratore al fine di farlo fuggire. Dopo esserne uscito viene sigillato in una bambola di gomma gonfiabile gigante.

## Doppiaggio
- Yumi Takada: Hiroe Ogawa
- Arisa Andou: Mayaka Ogawa
- Masami Toyoshima: Takami Oide
- Miho Yoshida: Yayoi Ogawa
- Yoko Asada: Minion B

## Episodi
| Nº | Titolo italiano | In onda               | In onda |
| Nº | Titolo italiano | Giapponese            |         |
| 1  | Episodio 1 | 5 agosto 1994 (VHS)   |         |
| 1  | Hiroe è depressa perché non è ancora mai riuscita a provare la gioia data dall'aver raggiunto di un orgasmo; Mayaka cerca d'aiutarla come meglio può, ma senza apparenti risultati di sorta. Dopo aver provato inutilmente con l'ipnosi pensano di rivolgersi ad uno scienziato un po' folle che lavora all'università. |                       |         |
| 2  | Episodio 2 | 26 maggio 1995 (VHS)  |         |
| 2  | Hiroe viene sedotta da Takami. Quando Mayaka viene a conoscenza del fatto, sfida Takami ad una "gara sessuale", la vincitrice avrà il monopolio nel far felice Hinoe. Vengono interrotte da Yayoi la quale cerca di unirsi al divertimento.                                                                             |                       |         |
| 3  | Episodio 3 | 13 ottobre 1995 (VHS) |         |
| 3  | Hiroe è posseduta da un demone che utilizza il proprio corpo per violentare gli altri umani (anche Takami ne subirà le conseguenze). Viene chiamato un esorcista transessuale nel tentativo di liberarla. |                       |         |